# Линденбергер, Херберт Сэмюэл
Херберт Сэмюэл Линденбергер (англ. Herbert Samuel Lindenberger; 4 апреля 1929, Лос-Анджелес — 1 октября 2018, Портола Вэлли) — американский литературовед и музыковед.
Учился в Северо-Западном университете, затем получил степень бакалавра искусств в Антиохийском колледже (штат Огайо), в 1952—1953 годах стажировался в Венском университете. Получил докторскую степень по сравнительному литературоведению в Университете Вашингтона (1955). Преподавал в Калифорнии, в Сент-Луисе. С 1969 года профессор (с 2001 года почётный профессор) английского языка и сравнительного литературоведения в Стэнфордском университете.
Опубликовал книги о поэме Уильяма Вордсворта «Прелюдия» (1963, 2-е изд. 1966), о Георге Бюхнере (1964) и Георге Тракле (1971), монографии «Историческая драма: Отношения между литературой и реальностью» (англ. Historical Drama: The Relation of Literature and Reality; 1975, 2-е изд. 1978) и «История в литературе: О ценности, жанре, институциях» (англ. The History in Literature: On Value, Genre, Institutions; 1990). Два исследования Линденбергера посвящены опере: «Опера: Экстравагантное искусство» (англ. Opera: The Extravagant Art; 1984, 2-е изд. 1986) и «Опера в истории: От Монтеверди до Кейджа» (англ. Opera in History: From Monteverdi to Cage; 1998).